# Love in Contract
Love in Contract (hangul: 월수금화목토) é uma série de televisão sul-coreana estrelada por Park Min-young, Go Kyung-pyo e Kim Jae-young. Foi exibida pela tvN de 21 de setembro a 10 de novembro de 2022, todas as quartas e quintas às 22h30 (KST).

## Enredo
A série é sobre o trabalho incomum de uma “ajudante de vida solteira” que se torna esposa de pessoas solteiras que precisam de companheiro para participar de eventos como reuniões e reuniões de casais.

## Elenco

### Elenco principal
- Park Min-young como Choi Sang-eun
  - Oh Eun-seo como Choi Sang-eun (criança)

Uma ajudante solteira com treze anos de carreira que tem aparência, habilidades e charme perfeitos.
- Go Kyung-pyo como Jung Ji-ho
  - Choi Ye-chan como Jung Ji-ho (criança)
  - Lee Ha-min como Ji-ho (jovem)

Um homem misterioso que tem um contrato exclusivo de longo prazo com Sang-eun para segundas, quartas e sextas.
- Kim Jae-young como Kang Hae-jin
  - Kim Ye-sung como Kang Hae-jin (criança)

O filho mais novo da família chaebol e uma estrela hallyu que tem um novo contrato com Sang-eun para terças, quintas e sábados.

### Elenco de apoio

#### Pessoas ao redor de Choi Sang-eun
- Kang Hyung-seok como Woo Kwang-nam[6]
- Jin Kyung como Yoo Mi-ho[7]
- Ahn Suk-hwan como Jung Gil-tae[8]
- Kim Dong-hyun como Choi Sang-mu[8]
- ? como Oh Cha-jang

#### Pessoas ao redor de Jung Ji-ho
- Bae Hae-sun como Kim Seong-mi[9]
- Park Chul-min como gerente sênior[7]
- Park Kyung-hye como Kim Yu-mi[7]
- Lee Taek-geun como Park Sang-gu[10]

#### Pessoas ao redor de Kang Hae-jin
- Kim Hyun-mok como Yoo Jung-han[9]
- Jung Seong-ho como Choi Chan-hee[8]
- Oh Ryung como Kang Seon-jin[7]
- Lee Seung-cheol como Kang Jin[8]
- Yang Jung-a como Choi Ran-hee[11]

#### Outro
- Lee Joo-bin como Jung Ji-eun[12]

### Participações especiais
- Nana como Yu-mi[13]
- Yoon Ye-hee como mãe de Sang-eun[14]
- Go Geon-han como Lee Seon-ho[15]
- Lee Seung-guk como YouTuber[16]

## Produção
As filmagens da série começaram em maio de 2022 e continuaram por cinco meses até 29 de outubro.

## Trilha sonora
| N.º            | Título                                            | Artista                    | Duração |  |
| 1.             | "Real Love" (Pré-lançamento Parte Part 1)         | Yuju                       | 3:19    |  |
| 2.             | "The Season of You" (Pré-lançamento Parte Part 2) | Byeol Eun                  | 3:57    |  |
| 3.             | "Close to You" (Pré-lançamento Parte Part 3)      | Seungmin (Stray Kids)      | 3:48    |  |
| 4.             | "Carousel" (Pré-lançamento Parte Part 4)          | Lee A-young                | 4:43    |  |
| 5.             | "Love in Contract"                                | Jung Se-rin                | 2:00    |  |
| 6.             | "When I Fall in Love"                             | Jung Se-rin                | 3:27    |  |
| 7.             | "Marriage Is My Job"                              | Kim Tae-jin                | 2:24    |  |
| 8.             | "The Last Wedding"                                | Jung Se-rin                | 3:09    |  |
| 9.             | "Home"                                            | No Yoo-rim                 | 2:45    |  |
| 10.            | "Ready to Fight"                                  | Shin You-jin               | 2:21    |  |
| 11.            | "Permeating Each Other"                           | Jung Se-rin                | 2:48    |  |
| 12.            | "Sang-eun's Cute Excuse"                          | Lee Se-yeon                | 1:57    |  |
| 13.            | "A Clean Housewarming Party"                      | Byun Sang-hoo              | 2:28    |  |
| 14.            | "Don't Get Closer, Jamie"                         | No Yoo-rim                 | 1:42    |  |
| 15.            | "Worries"                                         | Park In-hye                | 3:11    |  |
| 16.            | "Rush"                                            | Lee Dong-hoon              | 1:54    |  |
| 17.            | "Ready to Go"                                     | Park In-woo                | 2:27    |  |
| 18.            | "Mysterious Madame"                               | Shin You-jin               | 2:25    |  |
| 19.            | "Single Life Helper"                              | Son Seong-rak              | 2:29    |  |
| 20.            | "Secretive Private Life"                          | Kang Mimi                  | 2:07    |  |
| 21.            | "Plop Plop"                                       | Park In-woo, Kim Mun-seong | 1:58    |  |
| 22.            | "One of a Kind"                                   | Jang Eu-rye                | 3:06    |  |
| 23.            | "Perfect Helper"                                  | Lee Se-yeon                | 2:12    |  |
| 24.            | "Upstairs Neighbor"                               | No Yoo-rim                 | 1:37    |  |
| 25.            | "Leaves Get Hurt, Too"                            | No Yoo-rim                 | 1:47    |  |
| Duração total: | Duração total:                                    | Duração total:             | 1:41:01 |  |

## Recepção
| Episódio | Data de transmissão original | Parcela média de audiência (Nielsen Korea) | Parcela média de audiência (Nielsen Korea) |
| Episódio | Data de transmissão original | Em todo o país                             | Seul                                       |
| --- | ---------------------------- | ------------------------------------------ | ------------------------------------------ |
| 1 | 21 de setembro de 2022       | 3.992% (2º)                                | 3.859% (3º)                                |
| 2 | 22 de setembro de 2022       | 3.447% (2º)                                | 3.818% (2º)                                |
| 3 | 28 de setembro de 2022       | 3.761% (2º)                                | 4.019% (3º)                                |
| 4 | 29 de setembro de 2022       | 3.584% (2º)                                | 3.745% (2º)                                |
| 5 | 5 de outubro de 2022         | 3.007% (3º)                                | 2.905% (3º)                                |
| 6 | 6 de outubro de 2022         | 3.539% (2º)                                | 3.763% (2º)                                |
| 7 | 12 de outubro de 2022        | 2.859% (3º)                                | 2.988% (3º)                                |
| 8 | 13 de outubro de 2022        | 3.633% (2º)                                | 3.744% (2º)                                |
| 9 | 19 de outubro de 2022        | 2.679% (3º)                                | 2.913% (3º)                                |
| 10 | 20 de outubro de 2022        | 2.833% (1º)                                | 2.800% (2º)                                |
| 11 | 26 de outubro de 2022        | 2.745% (3º)                                | 3.241% (3º)                                |
| 12 | 27 de outubro de 2022        | 2.804% (2º)                                | 3.082% (3º)                                |
| 13 | 2 de novembro de 2022        | 2.753% (1º)                                | 2.815% (2º)                                |
| 14 | 3 de novembro de 2022        | 2.926% (1º)                                | 3.394% (1º)                                |
| 15 | 9 de novembro de 2022        | 3.122% (2º)                                | 3.338% (2º)                                |
| 16 | 10 de novembro de 2022       | 3.059% (2º)                                | 3.131% (2º)                                |
| Média | Média                        | 3.171%                                     | 3.347%                                     |
| - Na tabela abaixo, os números azuis representam as audiências mais baixas e os números vermelhos representam as audiências mais elevadas. - Esta série foi exibida num canal de televisão por assinatura que normalmente tem uma audiência relativamente menor em comparação com a televisão aberta/emissoras públicas (KBS, SBS, MBC e EBS). |                              |                                            |                                            |